# Мармадюк, Джон
Джон Мармадюк (англ. John Sappington Marmaduke; 1833—1887) — американский кадровый военный, выпускник Вест-Пойнта, участник Гражданской войны на стороне Юга. Он командовал полком в сражении при Шайло, после чего получил звание генерала и был отправлен в Транс-миссисиспский департамент. В апреле 1863 года он провёл рейд в Миссури, но отступил в Арканзас после сражения при Форт-Жирардо. Он командовал дивизией во время рейда Прайса в Миссури осенью 1864 года, но попал в плен, где оставался до конца войны. После войны, с 1885 по 1887 год, Мармадюк был 25-м губернатором штата Миссури.

## Биография
Один из десяти детей (второй сын), Мармадюк родился на плантации своего отца в округе Салин, штат Миссури. Его отец, Мередит Мармадюк (1791—1864), был восьмым губернатором штата Миссури. Его прадед, Джон Бретхитт, был губернатором Кентукки (1832—1834). Мармадюк учился в академии Чапелл Хилл, штат Миссури, и масонском колледже в Лексингтоне, штат Миссури, два года учился в Йельском университете, а затем год в Гарвардском университете. Конгрессмен Джон С. Фелпс направил Мармадюка в Военную академию США, которую он окончил в 1857 году, 30-м из 38 студентов. Он короткое время служил 2-м лейтенантом в 1-м конно-стрелковом полку США, затем был переведен во Второй кавалерийский полк. Мармадюк участвовал в войне в Юте, а затем в лагере Флойда в 1858—1860 гг.

## Гражданская война

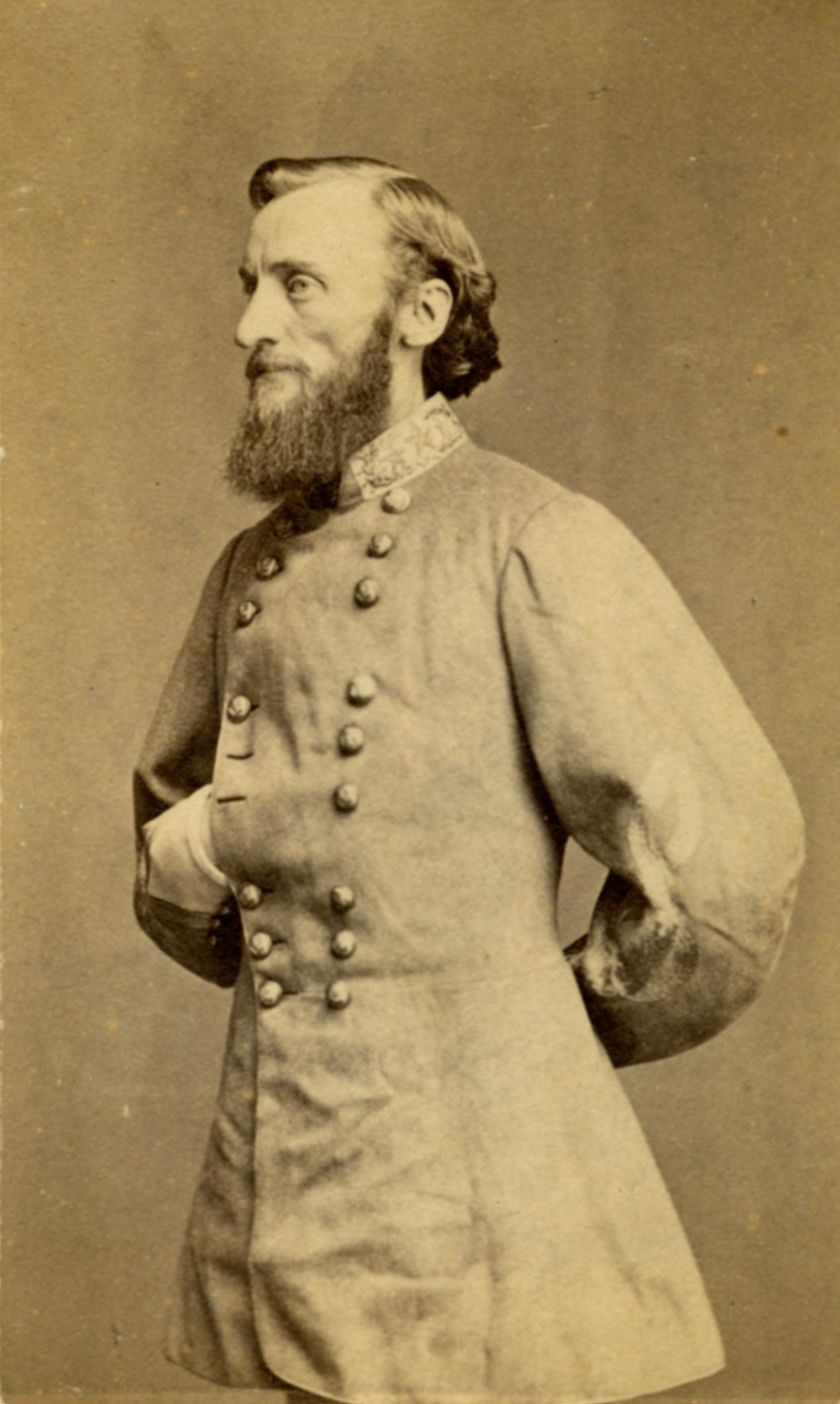
генерал Джон Мармадюк в форме

Мармадюк находился на дежурстве в Новой Мексике весной 1861, когда  получил известие, что Миссури отделилась от Союза. Он отбыл домой для встречи с отцом. Несмотря на то, что новость была ошибочной, с апреля 1861 года Мармадюк решил уйти в отставку из армии Соединенных Штатов. Губернатор Миссури вскоре назначил его полковником Первого Стрелкового полка. Губернатор Джексон покинул Джефферсон-Сити в июне с большинством войск с целью набора дополнительных сил. Мармадюк и его полк встретил наступающих федералов у Бунвилла. Он должен был поставить прочный заслон, но когда его новобранцы встретились с обученными войсками Союза, дрогнули и побежали через 20 минут после начала боя. Испытывая отвращение к ситуации, Мармадюк подал в отставку и поехал в Ричмонд, штат Вирджиния, где он стал первым лейтенантом в регулярной армии Конфедерации Штатов. Его назначили на службу в Арканзасе, где вскоре был назначен подполковником 1-го батальона войск Арканзаса.
Мармадюк был ранен в сражении при Шайло, где он командовал 3-м пехотным полком Конфедерации, что вывело его из строя на несколько месяцев. В октябре 1862 года военное ведомство предоставило ему звание бригадного генерала. Его первый бой в качестве командира бригады был в сражении при Прерие-Гроув. В апреле 1863 года он отправился с 5000 солдат и десятью пушками в Миссури с целью освободить свой штат. Тем не менее он потерпел поражение в битве за Кейп-Джирардо и был вынужден вернуться в Хелена, штат Арканзас. В сентябре 1863 года он обвинил своего непосредственного начальника генерал-майора Люциуса Уокера в трусости на поле боя. Уокер, будучи оскорбленным, вызвал Мармадюка на дуэль, которая привела к смерти Уокера 6 сентября 1863.
Мармадюк позже командовал кавалерией Транс-миссисипской департамента, участвовал в компании Красной реки. В течение этого периода он снова был вовлечен в споры с командованием. Командуя смешанными силами Конфедерации, в том числе и коренными американскими 1-м и 2-м полками чоктав, Мармадюк победил отряд федералов в битве при Яд-Спрингс в Арканзасе 18 апреля 1864 года. Его солдаты были обвинены в убийстве афро-американских солдат первого пехотного цветного волонтерского полка Канзаса (позже 79-й пехотный цветной полк США). Мармадюк и другие белые офицеры утверждали, что обвинения были раздуты. Мармадюк командовал дивизией в сентябре-октябре 1864 года в Миссури, где Мармадюк был захвачен в плен в битве при Майн Крик. Он был отправлен в лагерь военнопленных в Огайо. Несмотря на это, Мармадюк был повышен до генерал-майора в 1865. Он был освобожден после окончания войны.

## Послевоенная жизнь
Мармадюк вернулся домой в Миссури и поселился в Сент-Луисе. Некоторое время он работал в страховой компании. Затем он редактировал сельскохозяйственный журнал и публично обвинил железные дороги в дискриминационном ценообразовании для местных фермеров. Мармадюк решил заняться политикой, но проиграл в 1880 году выборы на пост губернатора. Через четыре года вновь баллотировался на пост губернатора штата Миссури и был избран на этот пост. Он нанес ряд ударов в 1885 и 1886 году по железнодорожным компаниям. Мармадюк заболел пневмонией в конце 1887 и умер в Джефферсон-Сити в возрасте 54 лет. Похоронен на городском кладбище.